# Francis Egerton (3e duc de Bridgewater)
Pour les articles homonymes, voir Francis Egerton.
Francis Egerton (21 mai 1736 – 8 mars 1803), connu Lord Francis Egerton, puis le 6e comte de Bridgewater et 3e duc de Bridgewater est un noble britannique, à l'origine du développement de la navigation intérieure en Grande-Bretagne au XVIIIe siècle.

## Biographie
Le duc ne se marie pas et n'a pas d'enfant : son titre de duc s'éteint avec lui, et les autres titres familiaux dévolus à son cousin, John Egerton (7e comte de Bridgewater) (m. 1823).
Le Canal de Bridgewater qu'il projette puis construit de Worsley à Manchester (Lancashire) pour le transport de charbon extrait de mines situées sur ses terres est, si l'on excepte le canal de Sankey et les initiatives isolées comme celle du canal d'Exeter (1563-1567), la première grande entreprise de cette sorte. La construction de cette remarquable infrastructure, avec son fameux pont-canal au-dessus de l'Irwell, est entreprise par le célèbre ingénieur James Brindley. L'achèvement de ce canal mène le duc vers des œuvres plus ambitieuses encore.
En 1762 il obtient l'autorisation du Parlement pour la construction d'un canal entre Liverpool et Manchester. Les difficultés rencontrées lors de la construction sont bien plus grandes que pour le canal de Worsley, impliquant le passage du canal au-dessus de Sale Moor Moss. Mais le génie de Brindley se montre supérieur à tous les obstacles, et bien qu'à un moment lors des travaux les ressources financières du duc aient été près de s'épuiser (il limite un temps ses dépenses personnelles à 400 livres par an), les travaux continuent jusqu'à leur conclusion.
Il a 36 ans lorsque le second canal est terminé, et il passe le reste de sa vie à améliorer les deux canaux et à s'occuper de ses possessions. Les revenus de ses canaux lui procurent en effet une immense fortune : à sa mort c'est le noble le plus riche de Grande-Bretagne, avec une fortune de quelque 2 millions de livres.